# Zofia Paluchowa
Zofia Paluchowa, z d. Frontczak (ur. 1899 w Dłubni, zm. 15 maja 1927 tamże) – modelka, która pozowała malarzom związanym ze środowiskiem krakowskich artystów okresu Młodej Polski.
W okresie przed zamążpójściem jako Zofia Frontczakówna, przez artystów określana mianem „pięknej Zośki”, była popularną modelką takich malarzy jak Wojciech Kossak, Wincenty Wodzinowski, Piotr Stachiewicz. W środowisko krakowskich malarzy została wprowadzona za pośrednictwem swojej matki, która znała się z tymi artystami. „Piękna Zośka” pozowała im do różnego typu prac malarskich (poza aktami), głównie w tradycyjnym stroju krakowskim na fali popularnej wówczas w sztuce chłopomanii. Szczególnie często „piękna Zośka” była portretowana przez Piotra Stachiewicza, a jeden z tego typu obrazów jest od 2012 roku udostępniony w Muzeum Historycznym Miasta Krakowa.
W 1921 roku Zofia Frontczakówna wyszła za mąż za szewca Macieja Palucha, mieszkańca Zesławic, z którym miała czworo dzieci (przeżyło dwoje). Zamieszkali w około trzyhektarowym gospodarstwie panny młodej. Po zamążpójściu Zofia Paluchowa jeszcze sporadycznie pozowała artystom (głównie w celu zarobkowym), a ponieważ był to jeden z istotniejszych powodów konfliktów pomiędzy nią a mężem, wkrótce zaprzestała całkowicie odwiedzania pracowni malarskich.

## Tło i okoliczności śmierci
Z powodu problemów małżeńskich związanych z agresją męża wobec niej i jego nadużywaniem alkoholu, Zofia Paluchowa w lipcu 1926 roku postanowiła wyprowadzić się od Macieja Palucha wraz z dziećmi do swojej ciotki, Katarzyny Żołdaniowej. 1 września 1926 roku Paluchowa wniosła pozew do sądu o przyznanie alimentów, które zostały jej przyznane przez Sąd Okręgowy w Krakowie wraz z zezwoleniem na tymczasowe, osobne zamieszkanie z dziećmi. Od tego czasu eskalowały agresywne zachowania Macieja Palucha wobec żony i jej krewnych (nachodzenie i groźby, pobicia). Wiosną w roku 1927 Paluch zaprzestał wypłacania alimentów żonie. Na początku maja spotkawszy się z żoną (w obecności jej szwagra, Marcina Herjana), obiecał jej zwrot zaległej kwoty pieniężnej pod warunkiem wycofania przez nią dwóch pozwów: o separację oraz o cofnięcie darowizny. Termin rozprawy był wyznaczony na 21 maja. Zofia Paluchowa nie zgodziła się na stawiane jej warunki, na co Paluch miał wypowiedzieć słowa: W krótkim czasie i tak cię jasny piorun strzeli w samo serce. 15 maja Zofia Paluchowa udała się ponownie do domu na spotkanie z Maciejem Paluchem po odbiór zaległych alimentów, w tym też dniu była widziana po raz ostatni ok. godziny 14., jak wchodziła w zabudowania swojego gospodarstwa, witana przez męża.
18 maja 1927 roku matka Zofii Paluchowej, Marianna Frontczakowa, oficjalnie zgłosiła zaginięcie swojej córki do Prokuratury Sądu Okręgowego w Krakowie. Po wizji lokalnej w gospodarstwie Palucha znaleziono szczątki ludzkie, które także zaczęto znajdować w niedaleko płynącej rzece Dłubni. W trakcie śledztwa wykazano, że są to szczątki Zofii Paluchowej.
Po przeprowadzonym śledztwie prokuratura wniosła akt oskarżenia przeciwko Maciejowi Paluchowi „o zbrodnię morderstwa z § 134 i 135 IV w związku z § 136 ustawy karnej austriackiej”. Rozprawa sądowa toczyła się na początku grudnia 1927 przed Trybunałem Przysięgłych przy Sądzie Okręgowym Karnym w Krakowie, a ze względu na rozpoznawalną ofiarę morderstwa oraz szerokie jej upublicznienie przez „Ilustrowany Kurier Codzienny” była to jedna z głośniejszych spraw kryminalnych początków XX w. na terenie Galicji. Podczas rozprawy Maciej Paluch nie przyznawał się do popełnienia morderstwa. Wydany wyrok skazał go na „15 lat ciężkiego więzienia, obostrzonego twardym łożem co miesiąc oraz ciemnicą każdego 15 maja, w rocznicę zbrodni”. Sąd Najwyższy karę tę obniżył do 12 lat, zachowując resztę obostrzeń.
Maciej Paluch odbywał wyrok w więzieniu w Wiśniczu Nowym, a w roku 1931, pisząc prośbę o ułaskawienie do Prezydenta RP, przyznał się do zabójstwa żony. Zmarł po odbyciu kary, 9 lipca 1960 roku. Żebrał przed kościołem św. Marka w Krakowie, a mieszkał na Podgórzu.

## Upamiętnienie
W lipcu 2023 roku w Teatrze Wybrzeże premierę miał spektakl Piękna Zośka w reżyserii Marcina Wierzchowskiego.
Jej portrety znajdują się w wielu muzeach w Polsce i na świecie.